# Melanichneumon albipictus
Melanichneumon albipictus là một loài tò vò trong họ Ichneumonidae.